# Dick Oatts

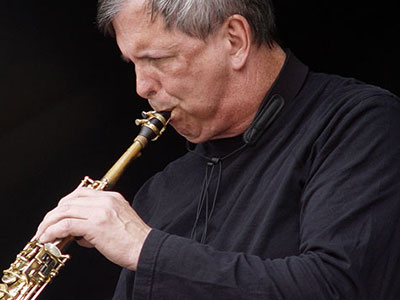
Dick Oatts, 2015

Richard Dennis „Dick“ Oatts (* 2. April 1953 in Des Moines, Iowa) ist ein US-amerikanischer Jazz-Saxophonist (Tenor-, Alt- und Sopransaxophon), außerdem Klarinettist, Flötist, Pianist und Keyboarder.

## Leben und Wirken
Dick Oatts wuchs als Sohn des Jazzsaxophonisten Jack Oatts in Iowa auf und studierte an der Drake University. Seine professionelle Karriere begann er 1972 in Minneapolis; 1977 zog er nach New York und wurde Mitglied der Thad Jones/Mel Lewis Big Band. In den 1970er und 1980er Jahren arbeitete er auch in den Bands von Bob Brookmeyer (1981 bis 1984), Al Porcino, Ray Mantilla (1982 bis 1986), Bill Mays und Teo Macero sowie mit Flim & the BB’s. Außerdem spielte er ab 1986 zusammen mit Garry Dial in einer der letzten Bands von Red Rodney, bevor dieser starb. Mit Dial bildete er danach ein Quartett, das bis heute besteht; in den 1990er-Jahren nahm es eine Reihe von Alben für das Steeplechase Label auf.
Oatts ist als Sideman auf Schallplatteneinspielungen von Gary Smulyan 1993, Ted Rosenthal, Paquito D’Rivera, Hendrik Meurkens und Vic Juris zu hören, außerdem wirkte er an Big-Band-Produktionen Joe Lovanos (Rush Hour, 1994 und Celebrating Sinatra, 1996) und von Joe Henderson (Shade of Jade, 1992/96) und in Europa (u. a. UMO Band) mit. 2012 lieferte er das Quintett-Album Lookin 'Up, zwei Jahre später folgte Sweet Nowhere mit dem Pianisten Harold Danko. 2016 spielte er mit Mats Holmquist für die Herbie-Hancock-Hommage A Tribute to Herbie + 1. Ein Jahr später nahm er mit dem Trompeter Joe Magnarelli Use Your Imagination for SteepleChase auf. Im Laufe der Jahre hat Oatts auch mit Größen wie Joe Lovano, Red Rodney, Fred Hersch, Jerry Bergonzi, Eddie Gomez, Jon Faddis und vielen mehr gespielt und/oder aufgenommen. Er hat große Ensembles mit Tito Puente, Lester Bowie, Kenny Wheeler, der Carnegie Hall Jazz Band, der WDR Big Band, der Norrbotten Big Band und anderen gespielt. Im Bereich des Jazz war er laut Tom Lord zwischen 1975 und 2018 an 213 Aufnahmesessions beteiligt. Zu hören ist er u. a. auch auf Mike Holobers Album Don’t Let Go (2022).
Seit 1989 gehörte Oatts der Fakultät der Manhattan School of Music an. Er ist seit 2006 als Professor an der Temple University in Philadelphia tätig, wo er am Boyer College of Music and Dance die Jazz Studies betreut. Außerdem war er Artist in Residence am Amsterdamer Konservatorium.

## Diskographische Hinweise
- All Of Three (Steeplechase, 1997), mit Dave Santoro, James Oblon
- Standard Issue Vol. 1 (SC, 1998), mit Dave Santoro, James Oblon, David Berkman
- Simone's Dance (SC, 1999), mit Bruce Barth,  Dave Santoro, James Oblon
- Standard Issue Vol. 2 (SC, 2000), mit Harold Danko, Dave Santoro, James Oblon
- South Paw (SC, 2001)
- Bridging the Gap (2011), mit Terell Stafford
- Terell Stafford, Dick Oatts, The Temple University Studio Orchestra: Luck Be a Lady (BCM+D Records, 2017)
- Use Your Imagination (2017), mit Joe Magnarelli, Anthony Wonsey, Ugonna Okegwo, Chris Smith

## Lexikalischer Eintrag
- Richard Cook, Brian Morton: The Penguin Guide of Jazz on CD. 6. Auflage. Penguin, London 2002, ISBN 0-14-051521-6.